# Iglica gittenbergeri
Iglica gittenbergeri is een slakkensoort uit de familie van de Hydrobiidae. De wetenschappelijke naam van de soort is voor het eerst geldig gepubliceerd in 2008 door A. Reischutz & P.L. Reischutz.